# Imc FAMOS
imc FAMOS ist ein grafisches Computerprogramm zur Auswertung, also zum Analysieren, Beurteilen und Visualisieren von Messergebnissen. Das Programm, dessen Name ein Akronym für Fast Analysis And Monitoring Of Signals darstellt, wurde 1987 vom deutschen Hersteller imc Test & Measurement GmbH (integrated measurement & control) in Berlin für Windows 3.11 auf den Markt gebracht. Laut Hersteller bietet FAMOS eine hohe Geschwindigkeit bei der Darstellung und Bearbeitung von beliebig großen Datensätzen.

## Import verschiedenster Datenformate
FAMOS kann Daten in verschiedenen Formaten importieren, wie z. B. Excel-, Binär-, ASCII- oder Matlab-Dateien. Mit einem Dateiassistenten lassen sich ferner eigene Einlesefilter generieren. Diese Daten können dann auf verschiedene Arten grafisch dargestellt, beschriftet, kombiniert und verarbeitet werden. Daten speichern kann FAMOS in einem eigenen proprietären Format, im ASCII-Format oder als Excel-Datei.

## Datenanalyse
Importierte Daten können mit verschiedenen mathematischen Verfahren bearbeitet werden, entweder manuell oder in automatischen Abläufen. FAMOS bietet Zusatzmodule für Spezialoperationen wie elektronische Filter, zur Spektralanalyse und zur synchronisierten Darstellung von Daten und Videosequenzen und für das ASAM-ODS-Datenmodell. Auch können Daten über die PC-Soundkarte hörbar gemacht werden.

## Dokumentation
FAMOS erlaubt das Erstellen von Dokumentationen und Berichten über den sogenannten "Reportgenerator", welcher auf dem Bildschirm aus verschiedenen Dialogelementen und Plots, sowie Grafiken mit Steuerelementen besteht, welche beim Drucken automatisch ausgeblendet werden können. Die erstellten Berichte können mit unterschiedlichen Eingabedaten wiederverwendet werden, auch gibt es Vorlagen für halb- und vollautomatische Erstellung von Berichten.